# Hassan El-Shazly
Hassan El-Shazly (àrab: حسن الشاذلي)  (Egipte, 13 de novembre de 1943 - Guiza, 20 d'abril de 2015) fou un futbolista egipci de la dècada de 1960.
Fou internacional amb la selecció d'Egipte.
Pel que fa a clubs, destacà a Tersana SC.
Trajectòria com a entrenador:
- 2000–2001: Tersana
- 2002–2003: Al-Ittihad (Alep)
- 2003: Tersana
- 2009–2010: Tersana